# Vegger
Vegger er en by i Himmerland med 304 indbyggere  (2024), beliggende 13 km syd for Nibe, 27 km sydøst for Løgstør, 35 km nordøst for Hvalpsund og 12 km nord for Aars. Byen hører til Vesthimmerlands Kommune og ligger i Region Nordjylland. I 1970-2006 hørte byen til Aars Kommune.
Vegger hører til Skivum Sogn. Skivum Kirke ligger i landsbyen Skivum 3 km sydøst for Vegger.

## Storkeby
Den brede Halkær Ådal ligger lige vest for Vegger, og den dybe Sønderup Ådal, der er fredet på de sidste 10 km, ligger lige øst for byen. De to åer løber sammen nord for byen og passerer Halkær Sø inden de munder ud i Halkær Bredning, der er en del af Limfjorden.
Disse omgivelser har gjort Vegger til et af de få steder i Danmark, hvor storke kan trives. Siden 1936, hvor smeden flyttede ind på Aagade 20-22, var der hvert år storkepar i reden på smedens skorsten, men i de senere år er det blevet meget sporadisk. En enlig storkehan, der i flere somre havde ventet forgæves på at der kom en mage forbi, havde heldet med sig i 2004, og storkeparret fik to unger på vingerne. I 2007 havde Vegger kun en enlig hunstork, men det var til gengæld den eneste ægte vilde stork i Danmark det år - de andre kom fra opdrætsprojekter.

## Biogas
Vegger får fjernvarme fra et biogasanlæg, der også leverer el til nettet. Anlægget har været i drift siden 1986. En af pionererne i udviklingen af dansk biogas-teknologi, Keld Johansen, udførte mange af sine forsøg på anlægget i Vegger.
Vegger Varmeværk renoverede i sommeren 2014 det gamle anlæg og indfører samtidig en ny teknologi, hvor en såkaldt X-chopper forbehandler biomassen, så man kan få mere gas ud af dybstrøelse fra staldene. En flerdobling af produktionen gør det samtidig muligt at levere gas til Arla Foods' mejeri i Bislev 8 km nord for Vegger. Aftalen med Arla betyder, at produktionskapaciteten kan udnyttes fuldtud hele året, hvor man hidtil har reduceret produktionen om sommeren. Biogasanlægget skal foruden gylle og dybstrøelse, som man allerede anvender, også afgasse affald fra Arlas osteproduktion.

## Faciliteter
Vegger har ikke selv skole, men mellem Skørbæk og Ejdrup 3 km nordvest for Vegger ligger Skørbæk-Ejdrup Friskole og naturbørnehave. Og i Blære 4 km sydvest for Vegger ligger Blære Friskole & Børnehus samt Blære Multihal.
- Vegger etablerede selv en børnehave i 1995 i det gamle mejeri, og i 1999 blev der bygget en kommunal børnehave med plads til 36 børn, men den blev i 2012 lagt sammen med Boblen i Blære. I Idrætsforeningens lokaler oven på forsamlingshuset startede man i 2012 en SFO2 med et fritidstilbud til børn i 4.-6.klasse.
- Vegger Idrætsforening tilbyder fodbold, badminton, volleybold o.a. og benytter Vegger Idræts- og Kulturhus, der er opført som "lethal" på 1.200 m².[6] 150 af medlemmerne er børn under 15 år, som her kan være sammen, selvom de går på to forskellige skoler.
- KFUM-spejderne har også en gruppe i byen.

Spar Nord erstattede i 2012 sin filial i byen med en hæveautomat hos købmanden. Den er fjernet. Vegger Kro har været lukket, men åbnede med nyt forpagterpar i oktober 2013. I 2016 var den igen lukket.
Der er forsat el velfungerende købmand som lejer sig ind i borgerforeningens bygninger. Borgerforeningen købte bygningerne i 2020 og renoverede forretningen inden den nuværende købmand lejede sig ind.

## Historie

### Stationsbyen
I 1901 omtales byen således: "Vegger med Forsamlingshus (opf. 1899), Kro, Bageri, Købmandsforretn. og Haandværkere samt Jærnbanest." Det lave målebordsblad fra 1900-tallet viser desuden mejeri, elværk, telefoncentral og lægebolig.
Vegger havde station på Aars-Nibe-Svenstrup Jernbane (1899-1969), som i 1910 blev forlænget fra Aars til Hvalpsund. Stationen havde et langt læssespor med siderampe og et krydsningsspor overfor stationsbygningen. Stationen blev indtil 1958 benævnt Vægger.
Stationsbygningen er bevaret på Algade 5. Naturstyrelsen har anlagt Naturstien Nibe-Hvalpsund på det nedlagte banetracé. Inde i Vegger er der bevaret en banedæmning mellem Aagade og Skivumvej, men stien forlader banetracéet ved passagen af Sønderup Å og forbi Vegger Station.